# Møns Museum
Møns Museum er et kulturhistorisk museum i Stege på Møn. Museet har til huse i Empiregården, der er en gammel købmandsgård. Museet er en del af Museum Sydøstdanmark og tjener desuden som lokalarkiv for Møn.
Møns museum blev grundlagt i 1914, men blev først indrettet i Empiregården, der ligger lige ved siden af Mølleporten, i 1958.
Den permanente udstilling indbefatter en udstilling om Stege Havn, Møns historie fra 1660-2000 samt en udstilling om migration på Møn. Der er kulturhistoriske samlinger fra Møn, Bogø, Farø og Lindholm og udstillingen rummer desuden en samling oliemalerier og kobberstik, der viser kystområder i kommunen, samt en smykkesamling.